# 住吉神社 (川崎市中原区)
住吉神社（すみよしじんじゃ）は神奈川県川崎市中原区木月に鎮座する神社。地名を冠して木月住吉神社（きづきすみよしじんじゃ）とも称する。
下述するように、社名は所在地の明治時代の自治体名である「住吉村」から採られたものであり、住吉大社からの分霊・分社ではない点に注意が必要。

## 概要
東急東横線の元住吉駅西口から北方へ徒歩1分の場所にある。
創建不詳。元の名は木月村の矢倉神社（矢倉明神社）であり、江戸時代後期に書かれた『武蔵風土記』木月村の項では、社殿が寛永15年（1638年）に建立されたと記録されているが、それが創建なのか、祭神は何なのかも含め、当時から既に不詳だったと記されている。
1889年（明治22年）に木月村が合併により「住吉村」となり、合併20年目の1909年（明治42年）に、村内鎮座の
- 天照皇大神宮（木月字伊勢町2274）
- 八幡神社（八幡町1633）
- 子ノ神社（田中1908）
- 八雲神社（天王森1099）
- 春日神社（春日町1967）
- 天満神社（中ノ町813）
- 白山神社（上ノ町996）
- 稲荷神社（稲荷町739）
- 諏訪神社（諏訪町1302）
- 神明神社（上ノ町1035）

の10神社を矢倉神社に合祀し、村名を採って、住吉神社と改称した。
大正末まで奥殿は瓦葺、拝殿は茅葺であったが、昭和初頭に拝殿を亜鉛葺にし、1959年（昭和34年）に現在の社殿に建替えられた。1972年（昭和47年）1月、住吉会館建設。1980年（昭和55年）7月、参道・境内整備工事を行う。

## 祭神
- 天照皇大御神（天照皇大神宮・神明神社由来）
- 天児屋根命（春日神社由来）
- 誉田別命（八幡神社由来）
- 大己貴命・大国主命（子ノ神社由来）
- 須佐之男命（八雲神社由来）
- 菅原道真（天満神社由来）
- 菊理姫命（白山神社由来）
- 倉稲魂命（稲荷神社由来）
- 建御名方命（諏訪神社由来）

## 祭事
- 1月1日 - 歳旦祭
- 2月節分 - 節分祭
- 2月11日 - 建国祭
- 8月第4土曜日・日曜日 - 大祭（前夜祭・本祭）
- 11月23日 - 新嘗祭

--
- 毎月1日・15日 - 月次祭(つきなみさい)

## 関連文献
- 「木月村 矢倉明神社」『新編武蔵風土記稿』 巻ノ65橘樹郡ノ8、内務省地理局、1884年6月。NDLJP:763984/41。